# Microcercus acutitelson
Microcercus acutitelson är en kräftdjursart som beskrevs av Stefano Taiti och Franco Ferrara1981. Microcercus acutitelson ingår i släktet Microcercus och familjen Eubelidae. Inga underarter finns listade i Catalogue of Life.